# Amato (fiume)
Il fiume Amato o fiume Lamato (antico Lametos) è un fiume della Calabria che nasce nella Sila piccola e si getta nel golfo di Sant'Eufemia, dopo un corso di 56 km che interessa un bacino idrografico di 412 km².

## Corso del fiume

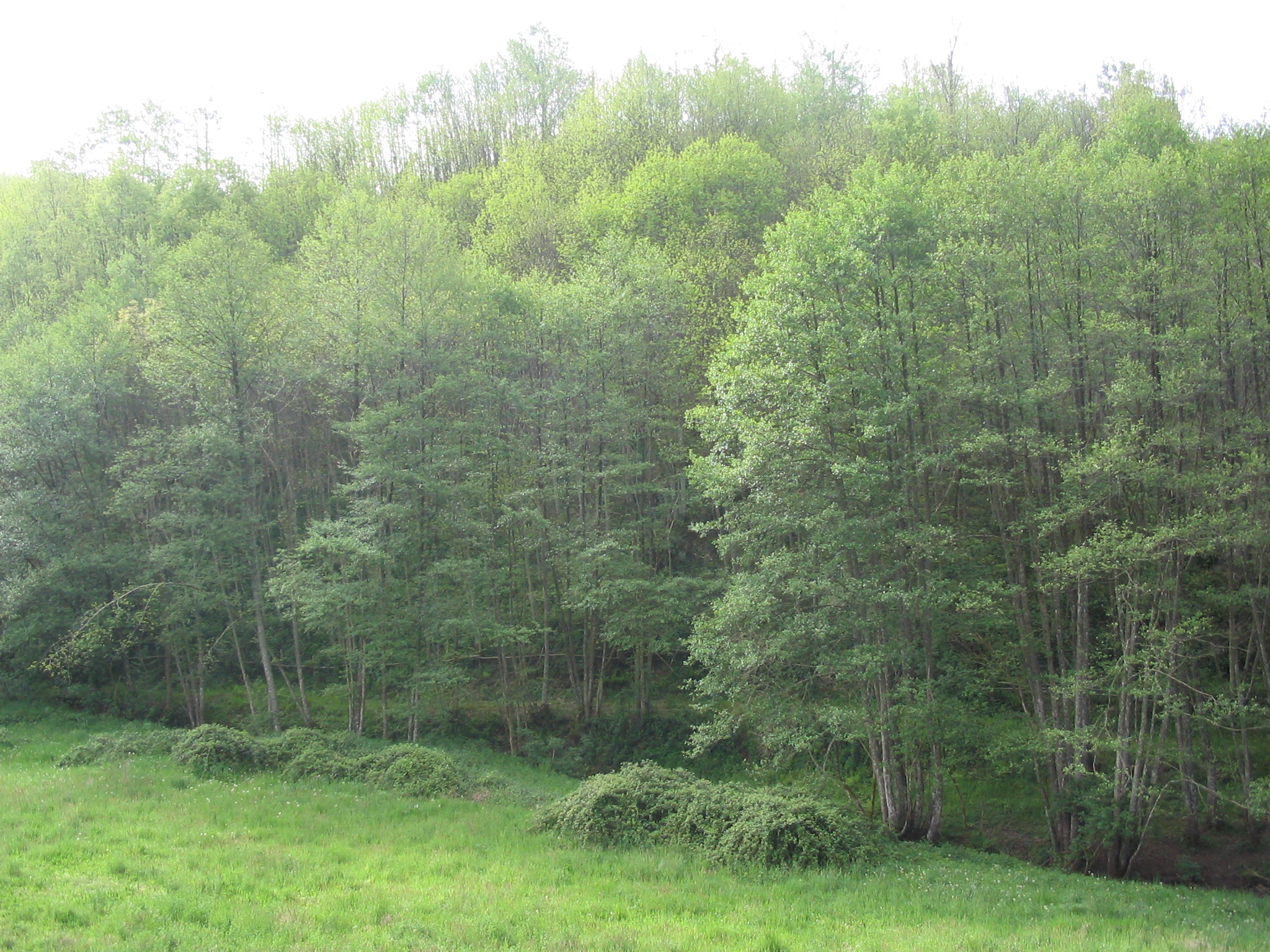
Torrente Occhiorosso a Soveria Mannelli, sorgente dell'Amato

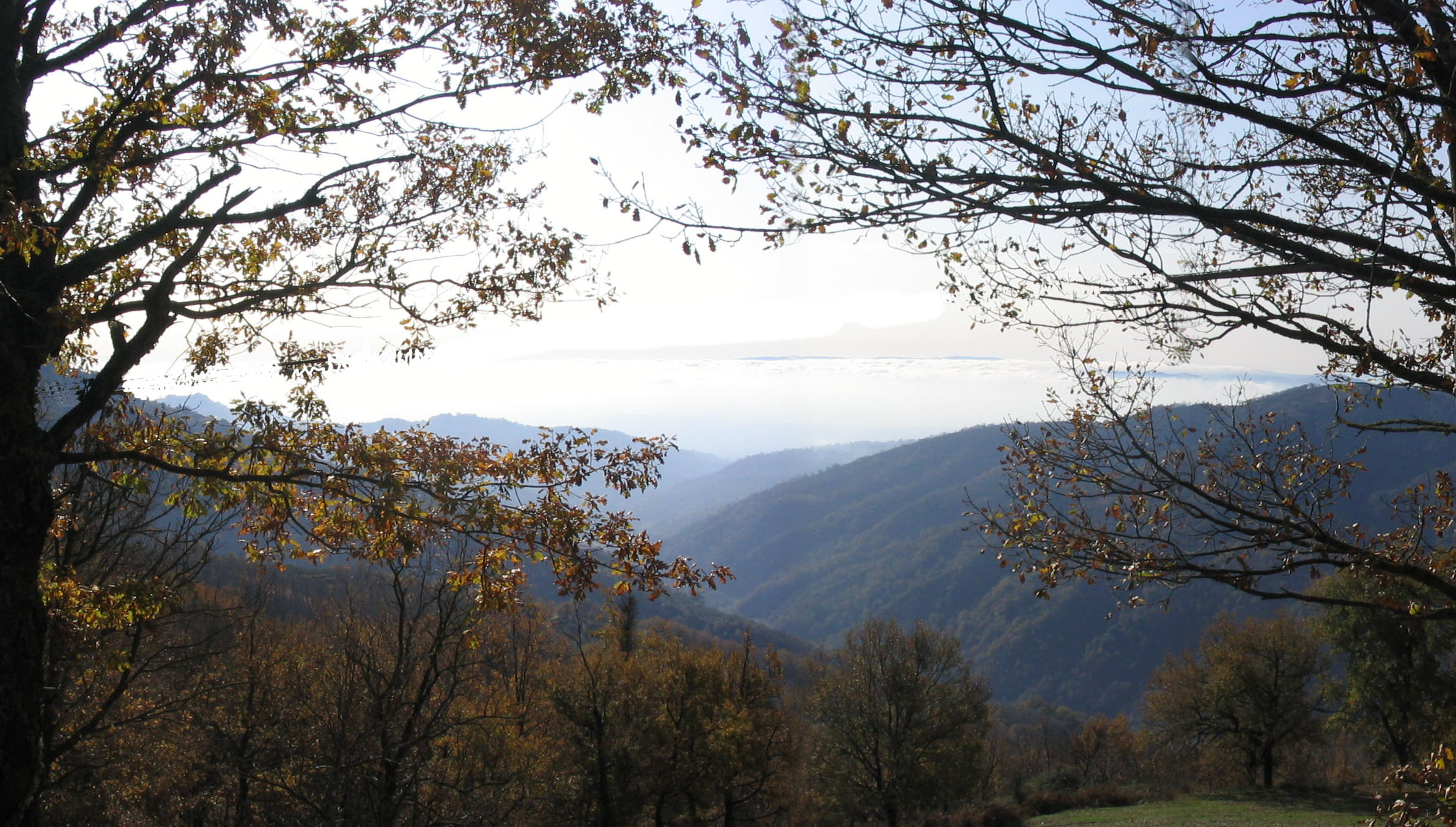
Vallo del fiume Amato nei pressi di San Pietro Apostolo

L'Amato nasce da alcuni contrafforti della Sila Piccola che si alzano nella parte più settentrionale del territorio di Soveria Mannelli ai piedi delle località Rosello e Pantano, dove scorrono le acque di due torrenti Sabettella e Occhiorosso che si uniscono in località Ponte dando origine al corso del fiume, da qui in poi conosciuto come Amato. Immediatamente dopo la nascita, l'Amato scende verso Sud-Est costituendo il confine naturale fra i territori comunali di Decollatura e di Soveria Mannelli. Dopo aver ricevuto il torrente Galice di Stocco, percorre la piana di Santa Margherita e si avvicina al fiume Corace portandosi a breve distanza da esso (1 km) in prossimità della stazione ferroviaria "Serrastretta-Carlopoli" delle Ferrovie della Calabria. In prossimità dell'abitato di Tiriolo, mentre il Corace si dirige verso il mar Ionio, l'Amato volge verso Ovest, percorre tutto il territorio posto tra Pianopoli e Maida, attraverso i territori di San Pietro Apostolo, Miglierina, Amato e Marcellinara, ingrossandosi per gli apporti del Pesipe, il suo maggiore affluente di sinistra, e del Sant'Ippolito, suo affluente di destra. Solca infine la piana di Sant'Eufemia, ricevendo nel suo ultimo tratto i torrenti Canne e Piazza che bagnano l'abitato di Lamezia Terme, per gettarsi infine nel mar Tirreno in prossimità dell'area industriale della città lametina.
La stessa città di Lamezia Terme prende il nome dal fiume Amato, un tempo chiamato Lametos, che l'attraversa nella sua parte più periferica. Questo nome fu originariamente dato solo all'ex comune di Sant'Eufemia Lamezia, successivamente con la nascita del nuovo comune, si è scelto il nome di Lamezia per l'intera città.